# دونالسونفيل
دونالسونفيل (بالإنجليزية: Donalsonville, Georgia)‏ هي مدينة تقع في مقاطعة سيمينول، جورجيا بولاية جورجيا في الولايات المتحدة. تبلغ مساحة هذه المدينة 10.3 (كم²)، وترتفع عن سطح البحر 45 م، بلغ عدد سكانها 2796 نسمة في عام 2010 حسب إحصاء مكتب تعداد الولايات المتحدة.

## أعلام
- فيليب دانيلز
- مارفن هارفي
- دان لاند
- هايوود سوليفان
- كلارنس أنغلين

## وصلات خارجية
- Cities & Counties - Georgia.gov